# Citronmussling
Citronmussling (Pleurotus citrinopileatus) är en svampart som beskrevs av Singer 1943. Pleurotus citrinopileatus ingår i släktet Pleurotus,  och familjen musslingar.  Arten har inte påträffats i Sverige. Inga underarter finns listade.

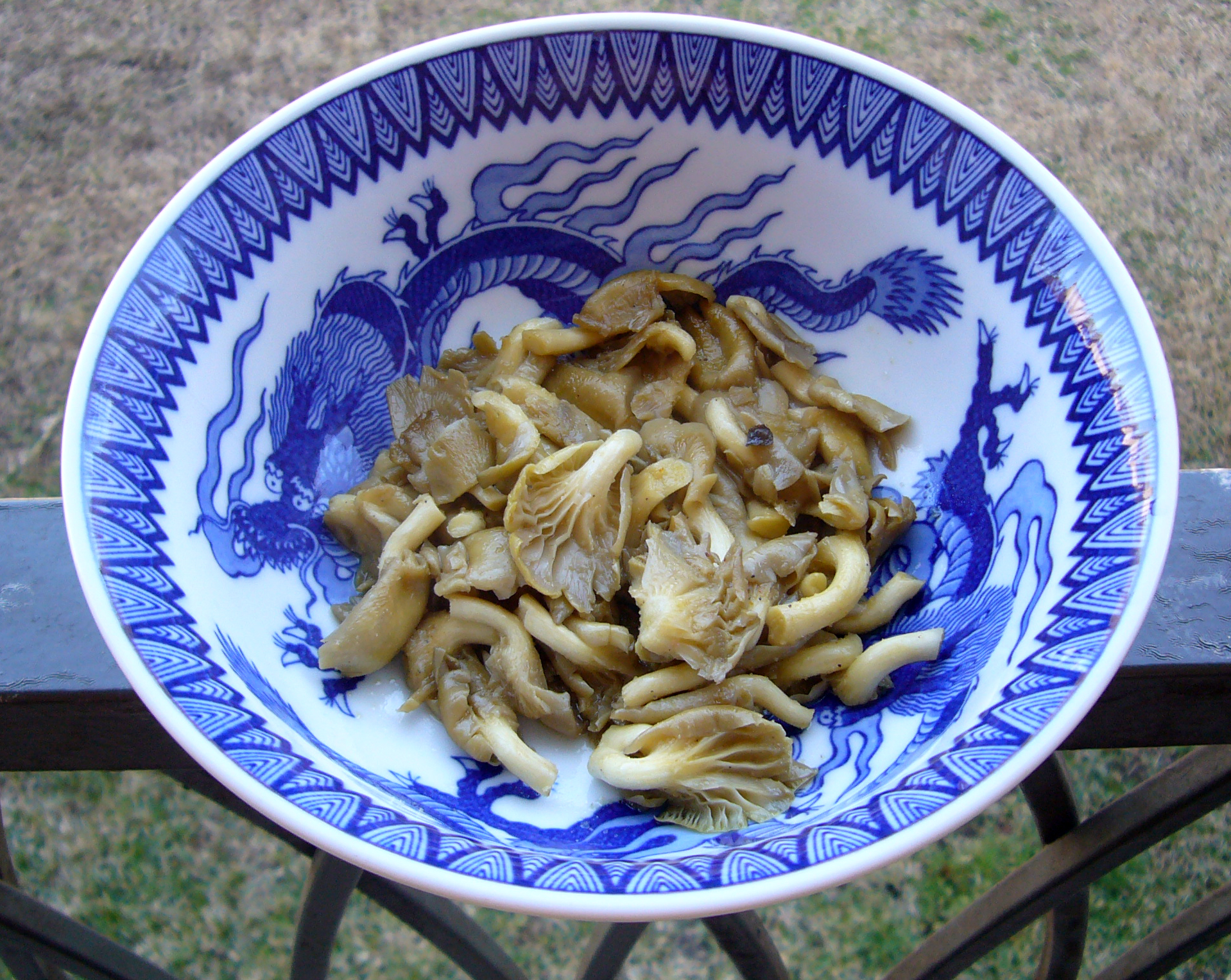
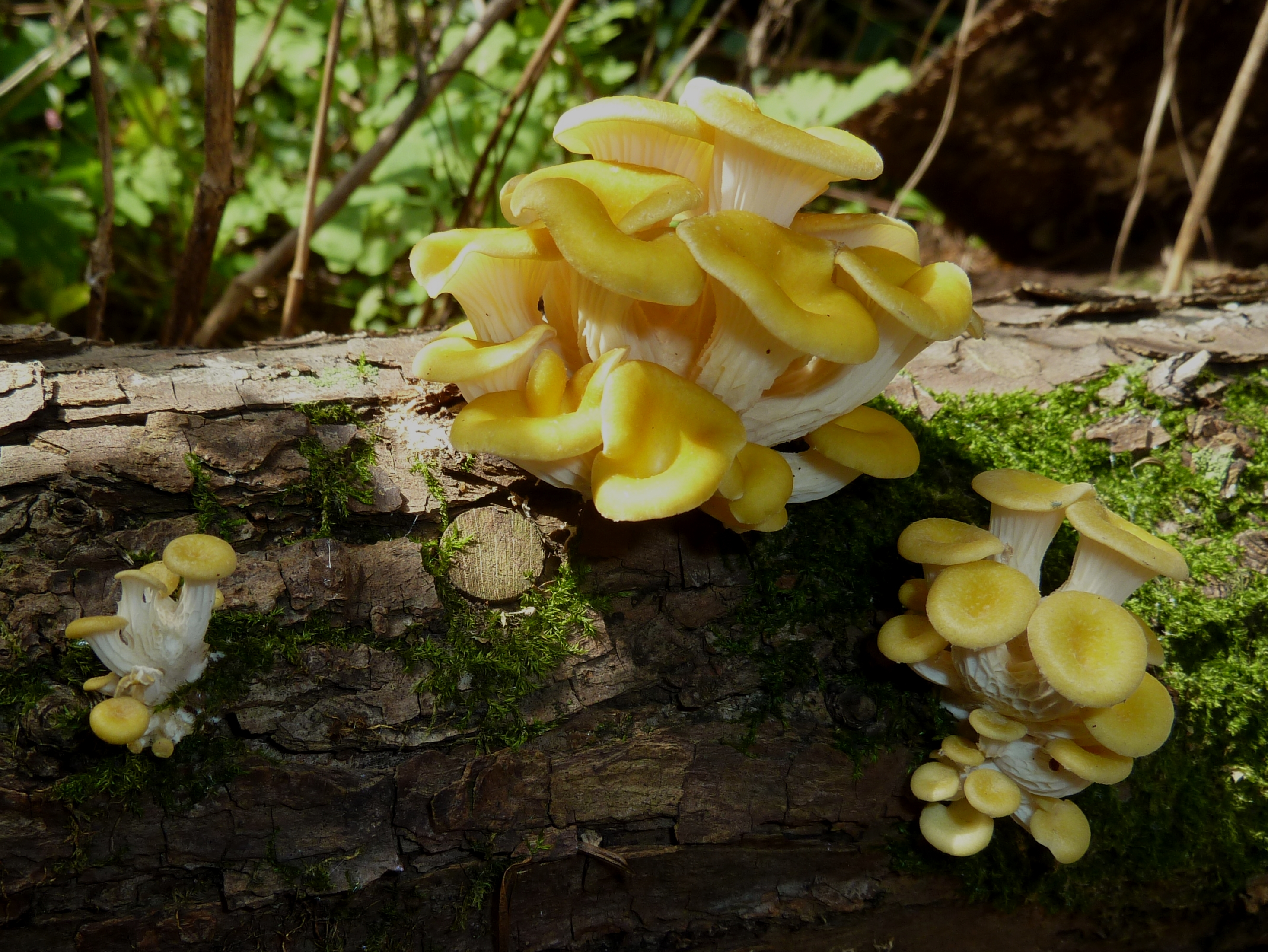
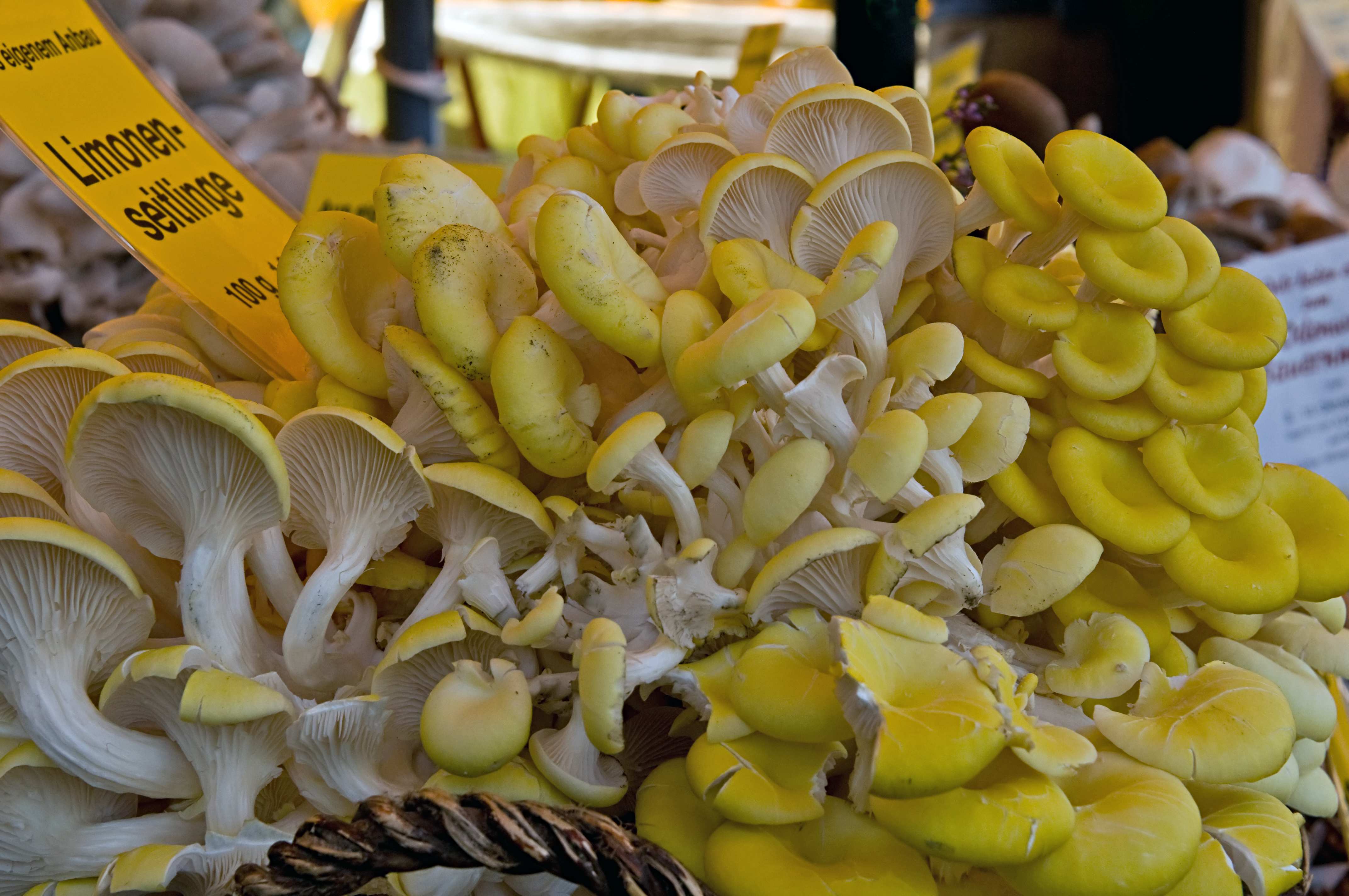

Svampen är lämplig som handelssvamp. Den är delikat.